# Jan Herburt (Arłamowski)
Jan Herburt Arłamowski (ur. 1470, zm. 1508) – poseł województwa ruskiego na sejm radomski 1505 roku.
Poślubił w 1497 Annę Fredro. Następnie żonaty z Zuzanną Bal.
Pod koniec XV wieku nadał przywilej lokacyjny wsi Arłamów na prawie wołoskim. Jego następcy, osiedli we wsi, przyjęli od nazwy osady nazwisko Arłamowscy. W 1519 roku przeprowadzono oddzielenie majątku Herburta w Arłamowie od dóbr królewskich.